# Chellalet El Adhaoura
Chellalat El Adhaoura (o Chellalet El Adhaoura) è un comune dell'Algeria, situato nella provincia di Médéa.